# Ribbon wo Kyutto
Singles de lyrical school
Sorya Natsu da! / Oide yo
(22 août 2012) Parade
(15 mai 2013)
Ribbon wo Kyutto (リボンをきゅっと) est le 4e single du groupe de hip-hop japonais lyrical school et le 2e sous cette appellation. Il est notamment le dernier disque sorti par la formation originale du groupe.

## Détails du single
Le single, écrit, composé et produit par Tofubeats et Izumi Masa Cherry from WEEKEND, sort le 12 décembre 2012 sous le label T-Palette Records en une seule édition (régulière). Il atteint la 48e place du classement hebdomadaire des ventes de l'Oricon.
Le single inclut deux chansons : la chanson-titre Ribbon wo Kyutto, une chanson face-B Maybe Love ainsi que leurs versions instrumentales.
Il s’agit du dernier titre des lyrical school avec Mariko avant qu'elle ne soit diplômée du groupe le mois suivant, en janvier 2013.
La chanson-titre Ribbon wo Kyutto figure sur le deuxième album du groupe date course qui sort l'année suivante, en septembre 2013 sous l'appellation lyrical school. Elle figure l'année suivante sur la deuxième compilation de T-Palette Records intitulée T-Palette Records 3rd Anniversary Mix ~Far Beyond The Dream~ en mai 2014.

## Formation
Membres crédités sur le single : 
- Erika (leader)
- Ami
- Yumi
- Ayaka
- Mei
- Mariko

## Liste des titres
| 1. | Ribbon wo Kyutto (リボンをきゅっと)                |  |
| 2. | Maybe Love                                         |  |
| 3. | Ribbon wo Kyutto (Instrumental) (リボンをきゅっと) |  |
| 4. | Maybe Love (Instrumental)                          |  |